# Santiago de la Fuente García
Santiago de la Fuente García (Betanzos, La Coruña, 27 de enero de 1938 - Santo Domingo, 10 de diciembre de 2012) fue un sacerdote español de la Compañía de Jesús. Dominicano por nacionalización.

## Biografía
Hizo el Bachillerato de Ciencias y cursó estudios de Peritaje Mercantil, ingresando después en la Universidad Pontificia de Comillas de Santander donde estudió clásicos y empezó Filosofía, en la que realizó su primer trabajo de investigación "La técnica descriptiva en las muertes de la Ilíada" , que incluía un apéndice sobre el sepulcro de Fernán Pérez de Andrade, O'Boo, en la Iglesia de San Francisco de Betanzos.
Ingresa en el noviciado de la Compañía de Jesús en Salamanca en 1957. En el mes de mayo siguiente es destinado a las Antillas continuando su formación en La Habana de donde regresa a España en el año 1960. Termina la Licenciatura de Filosofía en Loyola-España y en 1963 se traslada a Santo Domingo de Guzmán (R. Dominicana) ejerciendo la docencia  en el Colegio Loyola (Santo Domingo). En 1965 se traslada a la Universidad Loyola de Chicago donde en 1968 hace la Licenciatura en Teología y máster en Educación y Orden Social. Se ordena sacerdote en Betanzos (La Coruña) en 1968 regresando a Santo Domingo donde será profesor de Geografía de la República Dominicana y Economía, además de la investigación.
En 1979 vuelve a España donde en su ciudad natal será un promotor de la cultura creando el Grupo Untia (1985, 1986, 1987) (Seminario de Estudios Mariñans) del que será su Presidente Honorario. Se dedicará a la docencia en el colegio Santa María del Mar (La Coruña) y posteriormente en el Colegio Nuestra Sra. Del Buen Consejo (Madrid). En 1988 regresa a la República Dominicana donde reside. Columnista de los periódicos Hoy y Listín Diario (Santo Domingo) sobre temas cívicos y de actualidad.
El 12 de septiembre de 2014 es nombrado Hijo Predilecto de Betanzos.

## Investigación y Desarrollo
En febrero de 1976 publica la Geografía Dominicana, una Geografía Física con un enfoque socioeconómico cara al Desarrollo nacional. En septiembre del mismo año, publica su Geografía Dominicana (para Bachillerato) adaptando la anterior para estudiantes de secundaria y añadiéndole un capítulo de Ecología y los Socioeconómicos.
Investigación sobre El río Bao y su área de influencia, en el INDRHI (Instituto Nacional de Recursos Hidráulicos).

## Docencia Universitaria
- Doctrina Social de la Iglesia. Pontificia Universidad Madre y Maestra (SD).
- Antropología Filosófica. Seminario Pontificio Santo Tomás (SD).
- Fundamentos de Teología. Universidad Católica (SD).

## Trabajos publicados
- Geografía Dominicana.
- Geografía Dominicana (para Bachillerato).
- Se buscan realizadores para una Dominicana mejor
- La Educación en Betanzos y su Comarca.
- Los Hermanos García Naveira y sus Fundaciones.
- Educación para el Desarrollo.
- La técnica descriptiva en la muertes de la Ilíada.
- Intimidades desde el Concón.
- La cuenca del río Bao y su área de influencia.
- Las Instituciones Educativas de la Iglesia en RD.
- Minifundios religiosos en RD.
- Amor en Saint Exupery. Antología.
- Rescate de documentación para un libro sobre Puertos de la RD (pendiente de publicación).
- Antología de Texto sobre Geografía de Galicia